# Michel Riesen
Michel Riesen (ur. 11 kwietnia 1979 w Oberbalm) – szwajcarski hokeista, reprezentant tego kraju, występujący na pozycji prawoskrzydłowego w zespole National League A – Rapperswil-Jona Lakers. 21 czerwca 1997 roku został wybrany z numerem czternastym w drafcie NHL przez drużynę Edmonton Oilers, dzięki czemu stał się najwyżej wybranym zawodnikiem pochodzącym ze Szwajcarii w historii NHL. Dopiero w roku 2010 rekord ten poprawił Nino Niederreiter. Zagrał w dwunastu meczach ligi NHL w sezonie 2000/2001 po czym powrócił do macierzystego kraju.

## Kariera klubowa
- EHC Biel (1994-1997)
- HC Davos (1997-1998)
- Hamilton Bulldogs (1998-2000)
- Edmonton Oilers (2000)
- Hamilton Bulldogs (2000-2001)
- HC Davos (2001-2009)
- Rapperswil-Jona Lakers (od 2009)

## Kariera reprezentacyjna
Zawodnik wielokrotnie uczestniczył w meczach międzynarodowych w reprezentacji Szwajcarii w hokeju na lodzie. W juniorskiej reprezentacji wystąpił w 41 meczach i strzelił 19 bramek. Uczestniczył między innymi w mistrzostwach Europy do lat 18 w latach 1994, 1995, 1997 oraz mistrzostwach świata juniorów do lat 20 w 1996, 1997, 1998 (podczas których wraz z reprezentacją zdobył brązowy medal), 1999.
Na mistrzostwach świata seniorów po raz pierwszy uczestniczył w 2000 roku. Mistrzostwa rozegrane zostały w Rosji, a zawodnik rozegrał jedno spotkanie podczas pojedynku ćwierćfinałowego z Kanadą w którym strzelił bramkę. Rok później po raz drugi i jak dotychczas ostatni zagrał na mistrzostwach świata. Podczas tego turnieju zagrał w sześciu spotkaniach zdobywając trzy bramki i jedną asystę.